# AEGON Classic 2016
L'AEGON Classic 2016 è stato un torneo di tennis giocato sull'erba. È stata la 35ª edizione dell'AEGON Classic, che fa parte della categoria Premier nell'ambito del WTA Tour 2016. Si è giocato all'Edgbaston Priory Club di Birmingham, in Inghilterra, dal 13 al 19 giugno 2016.

## Partecipanti

### Teste di serie
| Nazionalità | Giocatrice           | Ranking* | Testa di serie |
| ----------- | -------------------- | -------- | -------------- |
| Polonia     | Agnieszka Radwańska  | 3        | 1              |
| Germania    | Angelique Kerber     | 6        | 2              |
| Romania     | Simona Halep         | 5        | 3              |
| Svizzera    | Belinda Bencic       | 8        | 4              |
| Rep. Ceca   | Petra Kvitová        | 11       | 5              |
| Spagna      | Carla Suárez Navarro | 15       | 6              |
| Stati Uniti | Madison Keys         | 16       | 7              |
| Rep. Ceca   | Karolína Plíšková    | 17       | 8              |
| Regno Unito | Johanna Konta        | 18       | 9              |

* Ranking al 6 giugno 2016.

### Altri partecipanti
Le seguenti giocatrici hanno ricevuto una wild card per il tabellone principale:
- Naomi Broady
- Petra Kvitová
- Tara Moore
- Agnieszka Radwańska

La seguente giocatrice è entrata in tabellone con il ranking protetto:
- Peng Shuai

Le seguenti giocatrici sono passate dalle qualificazioni:

- Christina McHale
- Tamira Paszek
- Cvetana Pironkova
- Kateřina Siniaková

La seguente giocatrice è entrata in tabellone come lucky loser:
- Magda Linette

## Campionesse

### Singolare
Madison Keys ha sconfitto in finale  Barbora Strýcová con il punteggio di 6-3, 6-4.
- È il secondo titolo in carriera per la Keys, che grazie a questa vittoria entra per la prima volta in top 10 WTA.

### Doppio
Karolína Plíšková /  Barbora Strýcová hanno sconfitto in finale  Vania King /  Alla Kudrjavceva con il punteggio di 6-3, 7-6(1).